# Onthophagus alexeevi
Onthophagus alexeevi là một loài bọ cánh cứng trong họ Bọ hung (Scarabaeidae).